# Le Puiset
Le Puiset är en kommun i departementet Eure-et-Loir i regionen Centre-Val de Loire strax norr om centrala Frankrike. Kommunen ligger i kantonen Janville som tillhör arrondissementet Chartres. År 2018 hade Le Puiset 428 invånare.

## Befolkningsutveckling
Antalet invånare i kommunen Le Puiset
Referens:INSEE